# Муньково
Мунько́во — деревня в Даниловском районе Ярославской области. Входит в Даниловское сельское поселение. 

## География
Находится в 36 км от Данилова в 2 км от автомобильной дороги Череповец-Данилов. Главная и единственная улица деревни - Лесная.

## Население
| 2007 | 2010 |
| ---- | ---- |
| 4    | ↘2   |